# Censo demográfico

Mapa mundial mostrando os censos mais recentes dos países a partir de 2014:
2005 ou depois
2000–2004
1995–1999
1990–1994
1970–1989

Um censo (do latim censere, "avaliar") ou recenseamento demográfico é o procedimento de registro e cálculo sistemático de informações sobre todos os membros de uma determinada população, geralmente exibidas na forma de estatísticas. Este termo é usado principalmente para se referir aos censos nacionais de população e habitação, mas outros censos comuns incluem censos agropecuários, escolares, de negócios, suprimentos e censos de população em situação de rua, por exemplo.
Segundo a definição da ONU, "um recenseamento de população pode ser definido como o conjunto das operações que consistem em recolher, agrupar e publicar dados demográficos, econômicos e sociais relativos a um momento determinado ou em certos períodos, a todos os habitantes de um país ou território".
"O papel do censo populacional e habitacional é coletar, processar e disseminar estatísticas detalhadas de pequenas áreas sobre a população, sua composição, características, distribuição espacial e organização (indivíduos, famílias e domicílios). Os censos são realizados periodicamente na maioria dos países do mundo. Eles têm sido promovidos internacionalmente desde o final do século XIX, quando o Congresso Internacional de Estatística recomendou que todos os países do mundo os realizassem."
Assim, os censos permitem o recolhimento de várias características e tipos de informações populacionais, que podem variar de um censo para o outro. No geral, envolvem dados como o número de homens, mulheres, crianças e idosos, onde e como vivem as pessoas. Esse tipo de levantamento é realizado, normalmente, de dez em dez anos.

## Histórico e relevância
Sabe-se que censos foram realizados em todos os impérios da Idade Antiga, como o Babilônico, o Persa, o Egípcio e o Romano. Os romanos, por exemplo, realizavam censos em todo o império a cada cinco anos para enumerar as responsabilidades dos cidadãos do império. Ao contrário do censo moderno, os censos realizados nesse período não buscavam incluir todas as pessoas, nem mesmo uma parte representativa da população. Concentravam-se, em vez disso, naqueles pertencentes a certas categorias, como chefes de família, homens em idade militar, etc.
A palavra é de origem latina, significando avaliar, aferir, estimar. Estava relacionada na República Romana a uma lista de todos os homens adultos aptos para o serviço militar. O censo moderno passou a ser realizado por Estados nacionais na Europa e América do Norte a partir do século XVII.  Ele passou a ser essencial para o conhecimento das populações e territórios para ações do Estado por meio de políticas públicas e de agente não estatais, como empresas e ONGs, pois coletam dados sobre muitos atributos de uma população, não apenas o número de indivíduos. 
Os censos normalmente começaram como o único método de coleta de dados demográficos nacionais e agora fazem parte de um sistema maior de diferentes pesquisas amostrais realizadas entre os intervalos de coleta de informações de todo o universo de pessoas (intercensitárias), como o caso das PNADs (Pesquisa Nacional por Amostra de Domicílios), no Brasil. A combinação com outras pesquisas de tipo amostral é relevante para manterem atualizadas informações de aspectos populacionais com oscilações maiores dentro do intervalo maior dos censos e que podem ser relevantes para governos, organizações sociais e empresas, como relacionadas ao mercado de trabalho, à atividade econômica e à situação habitacional. Além disso, apontam mudanças que podem direcionar a próxima rodada de coleta de informações censitárias.
As informações censitárias permitem análises estatísticas que descrevem a população e o território em termos de quantidades, mas também combinações de atributos, por exemplo, educação por idade e sexo em diferentes regiões. Isso faz com que dados censitários modernos sejam centrais para a formulação de políticas públicas baseadas em evidências, mas também comumente usados para pesquisa, marketing e planejamento empresarial, e como uma linha de base para a concepção de pesquisas amostrais, fornecendo uma estrutura de amostragem, como um registro de endereços. 
As contagens censitárias são necessárias para ajustar as amostras para que sejam representativas de uma população, ponderando-as como é comum em pesquisas de opinião para qualquer finalidade. Da mesma forma, a estratificação requer o conhecimento dos tamanhos relativos de diferentes estratos populacionais, que podem ser derivados de dados censitários. Em alguns países, o censo fornece as contagens oficiais usadas para distribuir o número de representantes eleitos (ex. senadores e deputados federais numa federação) para as regiões. 

## Censo no Brasil
O primeiro censo populacional do Brasil foi realizado em 1872, durante o Segundo Reinado, a pedido do imperador Dom Pedro II. O censo contou quase 10 milhões de "almas" no país na época, sendo 15% da população escravizada. Apesar de alguns problemas metodológicos, o censo foi um marco importante, pois antes disso o governo imperial só tinha números aproximados da população. O censo mostrou que 58% da população se declarava preta ou parda, 38% branca e 4% indígena. Além disso, 99,7% da população era católica e 82% analfabeta. Embora o censo tenha recebido elogios internacionais, seus números nunca foram muito utilizados na prática pelo governo. A série histórica de censos planejada acabou não se concretizando, com o próximo censo só sendo realizado em 1890, após o fim da escravidão.
Desde sua criação em 1936, o responsável pelos censos demográficos é o IBGE (Instituto Brasileiro de Geografia e Estatística), feito realizado com a contribuição do demógrafo italiano Giorgio Mortara. A partir da edição do censo de 1940, inaugurou-se a moderna fase censitária no Brasil.
Caracterizada principalmente pela periodicidade decenal dos censos demográficos, nessa nova fase foi ampliada a abrangência temática do questionário com introdução de quesitos de interesse econômico e social, tais como os de mão-de-obra, emprego, desemprego, rendimento, fecundidade, migrações internas, dentre outros temas.
Assim, a experiência do IBGE na área dos Censos Demográficos remonta, portanto, a 1940, ano em que foi realizado o primeiro levantamento desse tipo pelo Instituto. A partir de então, o IBGE realiza a cada 10 anos o Censo Demográfico, que é a operação estatística mais importante para retratar a realidade sociodemográfica do país. Dos resultados do Censo Demográfico e das Contagens Populacionais são obtidas as tendências e parâmetros indispensáveis à elaboração de projeções e estimativas populacionais, que a partir de 1989 passaram a ser fornecidas anualmente, em cumprimento ao dispositivo constitucional, regulamentado pela Lei Complementar nº 59, de 22 de dezembro de 1988.
O IBGE realizou a primeira Contagem da População em 1996. Dentre os fatores determinantes da realização dessa contagem estão o surgimento de cerca de 1 500 novos municípios após o Censo Demográfico de 1991, os intensos movimentos migratórios na dinâmica populacional e a obrigatoriedade de fornecimento de estimativas populacionais anuais determinadas pela Lei nº 8.443, de 16 de julho de 1992.
Os censos demográficos são planejados para serem executados nos anos de finais zero, ou seja, a cada dez anos. O último censo no Brasil deveria ter acontecido em 2020, mas a pandemia de Covid-19 e cortes orçamentários do governo federal impediram a realização da coleta, que só foi realizada em 2022.
No intervalo entre dois censos demográficos, realiza-se a contagem de população. Todavia, por questões orçamentárias e financeiras, a contagem planejada para 2005 só foi concretizada em 2007, realizando-se simultaneamente ao Censo Agropecuário.[1]

## Censo em Portugal
Em Portugal, as primeiras contagens populacionais recuam ao tempo de D. Afonso III (1260–1279) e D. João I (1421–1422), restringindo-se ao apuramento dos homens aptos para a guerra («Rol de Besteiros»). A primeira contagem populacional de âmbito geral seria feita apenas em 1527, no reinado de D. João III, com base predominantemente nos fogos, do que resultou um arrolamento de 1 262 376 portugueses. Outras recolhas se seguiram, de âmbito geral ou restrito, como a «Contagem de Homens Válidos» ou «Resenha de Gente de Guerra» de 1636–1639 (sob Filipe III), o «Censo do Marquês de Abrantes» de 1732–1736 (sob D. João V) ou o «Censo de Pina Manique» de 1776–1798 (sob D. Maria I).
As primeiras contagens da população que se aproximam do conceito moderno de recenseamento só apareceram no século XIX. A primeira destas (Censo de [1802]) foi feita com base em números fornecidos pelas autoridades eclesiásticas das paróquias, opção da Coroa explicável pelo facto de que, em contraste com a debilidade da presença do Estado, a Igreja mantinha registos detalhados do percurso dos indivíduos (batismos, casamentos, óbitos). Nestas condições, os dados enviados reflectiam a organização eclesiástica da altura (dioceses, isentos e paróquias), tendo a Coroa solicitado a reordenação dos dados segundo as circunscrições administrativas de então (províncias, comarcas e concelhos).
Apesar do reforço dos poderes e da presença do Estado a seguir às Reformas Liberais (que dividiu o país em províncias, distritos, concelhos e freguesias), a máquina administrativa continuou débil ao nível local, pelo que no censo de 1849 foi ainda necessário recorrer aos párocos como fonte primária de informação.
O I Recenseamento Geral da população portuguesa, regendo-se pelas orientações internacionais da época (Congresso Internacional de Estatística de Bruxelas de 1853), realizar-se-ia apenas em 1864, marcando o início dos recenseamentos da época moderna. Embora as orientações seguidas indicassem já que os recenseamentos deveriam ser realizados a cada 10 anos, o censo seguinte apenas se realizou em 1878, seguindo-se-lhe o de 1890. A partir de então os recenseamentos da população têm vindo a realizar-se, com algumas excepções (ditadas por diferentes circunstâncias), em intervalos regulares de 10 anosː 1900, 1911, 1920, 1930, 1940, 1950, 1960, 1970, 1981, 1991, 2001, 2011 e 2021.

## Em outros países lusófonos
Em alguns países foram realizados recenseamentos durante o período colonial, em 1930 em Moçambique e em 1950 nos restantes. Atualmente, em Portugal e em Moçambique, os responsáveis pelos censos são os Institutos Nacionais de Estatística de cada país.

## Características do recenseamento
1. É projetado e executado sob o apoio do Governo, logo, obrigatório responder;
2. Universal - são contados uma única vez todos os habitantes do território;
3. Simultaneidade de recolha de informações, que se referem todas a um período bem determinado. Isto é, realizado ao mesmo tempo em todas as zonas do país, para evitar duplas contagens;
4. Recolha com base no indivíduo, das informações nele contidos sobre a população recenseada- as pessoas são contadas na sua residência e são criados boletins para cada indivíduo;
5. Âmbito territorial bem delimitado, em que assenta a contagem da população- realiza-se o recenseamento no território de um país, podendo fazer-se em embaixadas (que são consideradas território de um país) e pessoas que vão a bordo de aviões portugueses, etc., no dia do recenseamento;
6. Elaboração periódica dos dados- hoje em dia os dados não são guardados em segredo, encontrando-se à disposição de todos;
7. Realização periódica (habitualmente, de 10 em 10 anos).

A contagem e a recolha periódica de informações relativas à população não é algo de novo. Ao longo da História do Homem têm-se registrado esforços para recolher periodicamente informações relativas à população.

## Fases do recenseamento
1. Notação e recolha;
2. Compilação e verificação;
3. Apuramento e publicação dos dados.

## Subsídio à pesquisa e políticas públicas
Os Censos Demográficos modernos constituem ferramentas essenciais para o conhecimento aprofundado da população e do território, utilizados tanto pelo Estado quanto pelo setor privado e por pesquisadores. Sua relevância reside em serem a principal fonte de informação para a formulação de políticas públicas, o direcionamento de investimentos e a elaboração de estratégias de ação por parte de agências governamentais, empresas e organizações sociais. Além disso, servem como a principal base de dados para diversas pesquisas acadêmicas, oferecendo referência para análises históricas e para a realização de projeções futuras.
Exemplos concretos da aplicação desses dados incluem a alocação de recursos orçamentários federais para estados e municípios em áreas cruciais como saúde e educação, bem como a definição de projetos prioritários em infraestrutura, saneamento básico, habitação e acesso à energia. Em nível local, os dados censitários permitem a identificação precisa do perfil e do número de famílias que se qualificam para programas sociais como o Bolsa Família, ou que necessitam de acesso a equipamentos públicos como creches, escolas, transporte, serviços de saúde e lazer nas diferentes regiões.
No contexto brasileiro, pesquisas têm demonstrado a riqueza das informações censitárias desde seu início no século XIX, revelando sua capacidade de analisar mudanças e continuidades na estrutura social do país . Em outras escalas, esses dados também têm sido de extrema importância para análises espaciais das transformações urbanas em cidades e regiões metropolitanas, por serem uma das fontes mais abrangentes e detalhadas disponíveis para esse fim . Mesmo com as limitações inerentes a toda fonte de dados, o Censo Demográfico tem-se mostrado fundamental para o entendimento das sociedades, de suas características, fluxos, transformações, localização e condições de vida, incluindo situações de extrema pobreza, precariedade e informalidade habitacional .